# Glochidion vaniotii
Glochidion vaniotii är en emblikaväxtart som beskrevs av Augustin Abel Hector Léveillé. Glochidion vaniotii ingår i släktet Glochidion och familjen emblikaväxter. Inga underarter finns listade i Catalogue of Life.